# Stijn Neirynck

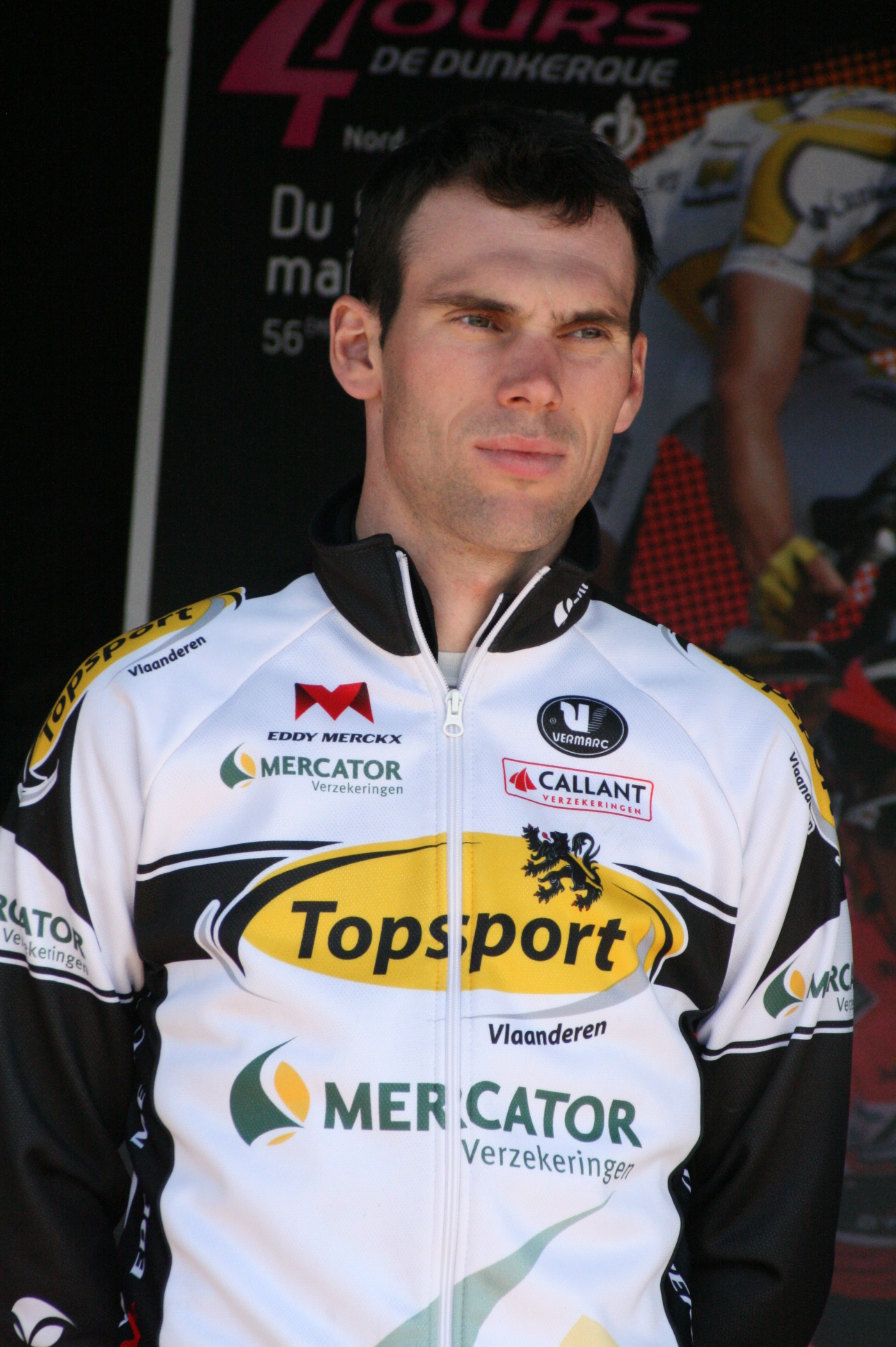
Stijn Neirynck bei den Vier Tagen von Dünkirchen 2010

Stijn Neirynck (* 14. September 1985 in Tielt) ist ein belgischer Radrennfahrer.
Neirynck wurde 2006 Dritter bei der U23-Austragung des französischen Radklassikers Paris–Tours. Am Ende dieses Jahres fuhr er für das belgische ProTeam-Team Quick Step.  In der Saison 2008 gewann Neirynck die beiden Eintagesrennen Circuit du Pévèle und Internationale Wielertrofee Jong Maar Moedig. Von 2009 bis 2013 fuhr er für das Professional Continental Team für Topsport Vlaanderen. Seine beste Platzierung in dieser Zeit war der zweite Platz beim Grote Prijs Jef Scherens 2012. Nach Ende der Saison 2013 beendete er seine internationale Karriere.

## Erfolge
2008
- Internationale Wielertrofee Jong Maar Moedig

## Teams
- 2007 Quick Step-Innergetic (Stagiaire)
- 2008 Quick Step (Stagiaire)
- 2009 Topsport Vlaanderen-Mercator
- 2010 Topsport Vlaanderen-Mercator
- 2011 Topsport Vlaanderen-Mercator
- 2012 Topsport Vlaanderen-Mercator
- 2013 Topsport Vlaanderen-Baloise